# Airbus Helicopters X6
Pour les articles homonymes, voir X6.
L'Airbus Helicopters X6 est le nom de code d'un projet d'hélicoptère civil lourd développé par Airbus Helicopters. Il vise notamment à remplacer le Super Puma à l'horizon 2020.

## Développement
Le développement est prévu sur quatre années avec deux phases distinctes ; la première phase, lancée le 16 juin 2015, associe les clients potentiels et durera deux ans ; la seconde phase de développement se déroulera sur une autre période de deux ans.
En janvier 2018 le développement du programme est gelé sans précision de date de reprise, les arguments avancés pour expliquer ce report sont en partie économiques, en effet le marché de la prospection pétrolière en Mer du Nord est à ce moment en décroissance, marché principal de ces hélicoptères lourds, le prix du pétrole étant trop bas pour financer le projet , par ailleurs des problèmes d'approvisionnements de certaines technologies sont aussi évoqués.